# 松永義夫
松永義夫（まつなが よしお、1929年 - ）は、日本の化学者。北海道大学名誉教授。岐阜県出身。東京大学理学部化学科卒業。

## 略歴
- 1952年 東京大学理学部化学科卒業
- 1965年 北海道大学理学部（化学第二学科固体化学講座） 講師・助教授を経て教授
- 1992年 熊本大学理学部教授 (物理化学講座)
- 1999年 神奈川大学理学部教授
- 2001〜2015年1月 日本化学会速報誌製作顧問[2]

## 活動
大学院の修士課程2年生だった1954年に赤松秀雄、井口洋夫と共にクラール、ツィンケと同じ多環芳香族炭化水素系のペリレンにハロゲンを添加した時の磁性を調べる実験を行い、いかにもグラファイトらしい黒色の物質に非常に強い常磁性が現れることが判明して固体内の電子の移動に関連しているとの仮定に基づいて電気伝導度を測定したところ、ペリレンの臭素錯体が非常に高い導電度 (8 Ω·cm)を示す事により電荷移動錯体を発見した。この発見はやがて有機半導体の開発へと発展する。

## 学術賞
- 日本化学会賞受賞 「機能性分子錯体の物理化学」（平成元年4月）

## 著書
単著
- "分子と結晶." (1975). 裳華房
- "物性化学." (1981). 裳華房 ISBN 9784785331108
- "化学反応式." (1985) 共立出版 ISBN 9784320041653
- "現代の物理化学." (1990) 三共出版 ISBN 9784782702536
- "無機化学." (1993) 広川書店 ISBN 9784567211307
- "入門 化学熱力学." (2001) 朝倉書店 ISBN 9784254146233

共著
- 松永義夫. "有機半導体." 井口洋夫, 中田一郎, 籏野昌弘編 (1966)
- 松永義夫編著 "化学英語のスタイルガイド" （(社)日本化学会監修）(2006) 朝倉書店 ISBN 9784254140736
- 松永義夫編著 "化学英語［精選］文例辞典" (2015). 朝倉書店 ISBN 9784254141009

## 主要論文
- 赤松秀雄, 松永義夫. 炭素類の磁氣係數に就て 3巻 (1952-1953) 2号 p.49-52, doi:10.7209/tanso.3.49
- Akamatu, Hideo, and Yoshio Matsunaga. "The Diamagnetic Sucseptibilities and Anisotropies of the Polynuclear Aromatic Compounds." Bulletin of the Chemical Society of Japan 26.7 (1953): 364-372.
- Akamatu, Hideo, Hiroo Inokuchi, and Yoshio Matsunaga. "Electrical conductivity of the perylene-bromine complex." Nature 173 (1954): 168-169.
- Akamatu, Hideo, Hiroo Inokuchi, and Yoshio Matsunaga. "Organic semiconductors with high conductivity. I. Complexes between polycyclic aromatic hydrocarbons and halogens." Bulletin of the Chemical Society of Japan 29.2 (1956): 213-218.
- Matsunaga, Yoshio. "Magnetochemical Study of Hydroxyazobenzenes." Bulletin of the Chemical Society of Japan 29.3 (1956): 308-311.
- 松永義夫. 芳香族化合物の磁気化学的研究. Diss. 東京大学, 1958, NAID 500000492918, 博士論文
- Matsunaga, Yoshio. "Some molecular complexes of tetrathiotetracene exhibiting low electrical resistivities." The Journal of Chemical Physics 42.6 (1965): 2248-2249.
- 松永義夫. 低い電気抵抗を示す有機分子錯体: 合成と物性. 日本化學雜誌 89.10 (1968): 905-919, doi:10.1246/nikkashi1948.89.10_905
- 松永義夫. "磁気 (< 特集> 化学教育の進め方 IV: 化学基礎実験技術)." 化学教育 18.2 (1970): 141-143.
- 松永義夫. 電荷移動型分子化合物の設計と物性. 日本物理学会誌 31.1 (1976): 26-33, doi:10.11316/butsuri1946.31.26
- Matsunaga, Yoshio, et al. "Design of novel mesomorphic compounds: N, N′, N ″-Trialkyl-1, 3, 5-benzenetricarboxamides." Bulletin of the Chemical Society of Japan 61.1 (1988): 207-210.
- Matsuzaki, Hiroyuki, and Yoshio Matsunaga. "New mesogenic compounds with unconventional molecular structures 1, 2-phenylene and 2, 3-naphthylene bis [4-(4-alkoxyphenyliminomethyl) benzoates] and related compounds." Liquid Crystals 14.1 (1993): 105-120.